# Financial Crimes Enforcement Network

Alternativní logo pro FINcen. Nepoužívá se zdaleka tolik jako Insignia.

Financial Crimes Enforcement Network (FinCEN, do češtiny překládáno jako Síť pro postihování finanční kriminality) je úřad ministerstva financí Spojených států, který shromažďuje a analyzuje informace o finančních transakcích za účelem boje proti domácímu a mezinárodnímu praní špinavých peněz, financování terorismu a dalším finančním zločinům.
FinCEN založil ministr financí USA v roce 1990, v roce 2020 má asi 340 zaměstnanců. Od září 2012 vydává čtyři periodické zprávy, jež se týkají:
1. Suspicious Activity Report (FinCEN SAR, Zpráva o podezřelých aktivitách),
2. Currency Transaction Report (FinCEN CTR, Zpráva o měnových transakcích),
3. Designation of Exempt Person (DOEP, Určení vyjmutých osob) a
4. Registered Money Service Business (RMSB, Registrované firmy peněžních služeb).